# XAF1
XAF1 (англ. XIAP associated factor 1) – білок, який кодується однойменним геном, розташованим у людей на короткому плечі 17-ї хромосоми. Довжина поліпептидного ланцюга білка становить 301 амінокислот, а молекулярна маса — 34 626.
| 10         |  | 20         |  | 30         |  | 40         |  | 50         |
| ---------- |  | ---------- |  | ---------- |  | ---------- |  | ---------- |
| MEGDFSVCRN |  | CKRHVVSANF |  | TLHEAYCLRF |  | LVLCPECEEP |  | VPKETMEEHC |
| KLEHQQVGCT |  | MCQQSMQKSS |  | LEFHKANECQ |  | ERPVECKFCK |  | LDMQLSKLEL |
| HESYCGSRTE |  | LCQGCGQFIM |  | HRMLAQHRDV |  | CRSEQAQLGK |  | GERISAPERE |
| IYCHYCNQMI |  | PENKYFHHMG |  | KCCPDSEFKK |  | HFPVGNPEIL |  | PSSLPSQAAE |
| NQTSTMEKDV |  | RPKTRSINRF |  | PLHSESSSKK |  | APRSKNKTLD |  | PLLMSEPKPR |
| TSSPRGDKAA |  | YDILRRCSQC |  | GILLPLPILN |  | QHQEKCRWLA |  | SSKGKQVRNF |
| S          |  |            |  |            |  |            |  |            |

A: Аланін

C: Цистеїн

D: Аспарагінова кислота

E: Глутамінова кислота

F: Фенілаланін

G: Гліцин

H: Гістидин

I: Ізолейцин

K: Лізин

L: Лейцин

M: Метіонін

N: Аспарагін

P: Пролін

Q: Глутамін

R: Аргінін

S: Серин

T: Треонін

V: Валін

W: Триптофан

Задіяний у таких біологічних процесах, як апоптоз, альтернативний сплайсинг. 
Білок має сайт для зв'язування з іонами металів, іоном цинку. 
Локалізований у цитоплазмі, ядрі, мітохондрії.